# Evelyn Insam
Evelyn Insam (Bressanone, 10 febbraio 1994) è un'ex saltatrice con gli sci italiana.
Dedicatasi giovanissima alla pratica agonistica, è tra le saltatrici italiane più titolate, detenendo il record di podi in Coppa del Mondo, un argento mondiale giovanile, tre titoli nazionali e altri piazzamenti prestigiosi in importanti contesti di gara internazionali.

## Biografia

### Infanzia e primi anni

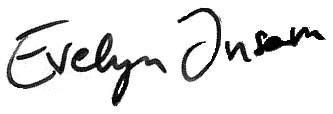
L'autografo di Evelyn Insam

Nata a Bressanone nel 1994 e residente a Selva di Val Gardena, Evelyn Insam è sorella maggiore di Alex, a sua volta saltatore con gli sci. È di madrelingua ladina.
Si dedicò allo sport sin dall'infanzia: dopo una prima esperienza nella pallavolo, nel febbraio 2003 passò al salto con gli sci, accogliendo l'invito dell'allenatore Romed Moroder dello Sci Club Gardena (sodalizio di cui il padre Klaus è dirigente), impegnato fin dall'anno prima nel reclutamento di atlete per la creazione una squadra femminile e che l'aveva notata fare piccoli salti con gli sci da discesa.

### Stagioni 2006-2008
Entrata a far parte della nazionale italiana nel 2006, il 18 gennaio di quell'anno debuttò in Coppa Continentale (all'epoca il massimo circuito internazionale di gare femminili, non esistendo ancora la Coppa del Mondo) nella tappa di Dobbiaco, che chiuse al 32º posto. Nella stagione successiva (2006-2007) prese parte a cinque tappe della Coppa Continentale (due estive e tre invernali), con i due quattordicesimi posti ottenuti a Dobbiaco e Breitenberg come piazzamenti migliori.
Nella stagione 2007-2008 non riuscì mai a entrare tra le migliori nelle gare di Coppa Continentale cui partecipò; si piazzò però all'8º posto ai Mondiali juniores di Zakopane. Ai Campionati italiani di Predazzo si classificò terza, alle spalle di Elena Runggaldier e Lisa Demetz, aggiudicandosi così la sua prima medaglia in tale competizione.

### Stagioni 2008-2010

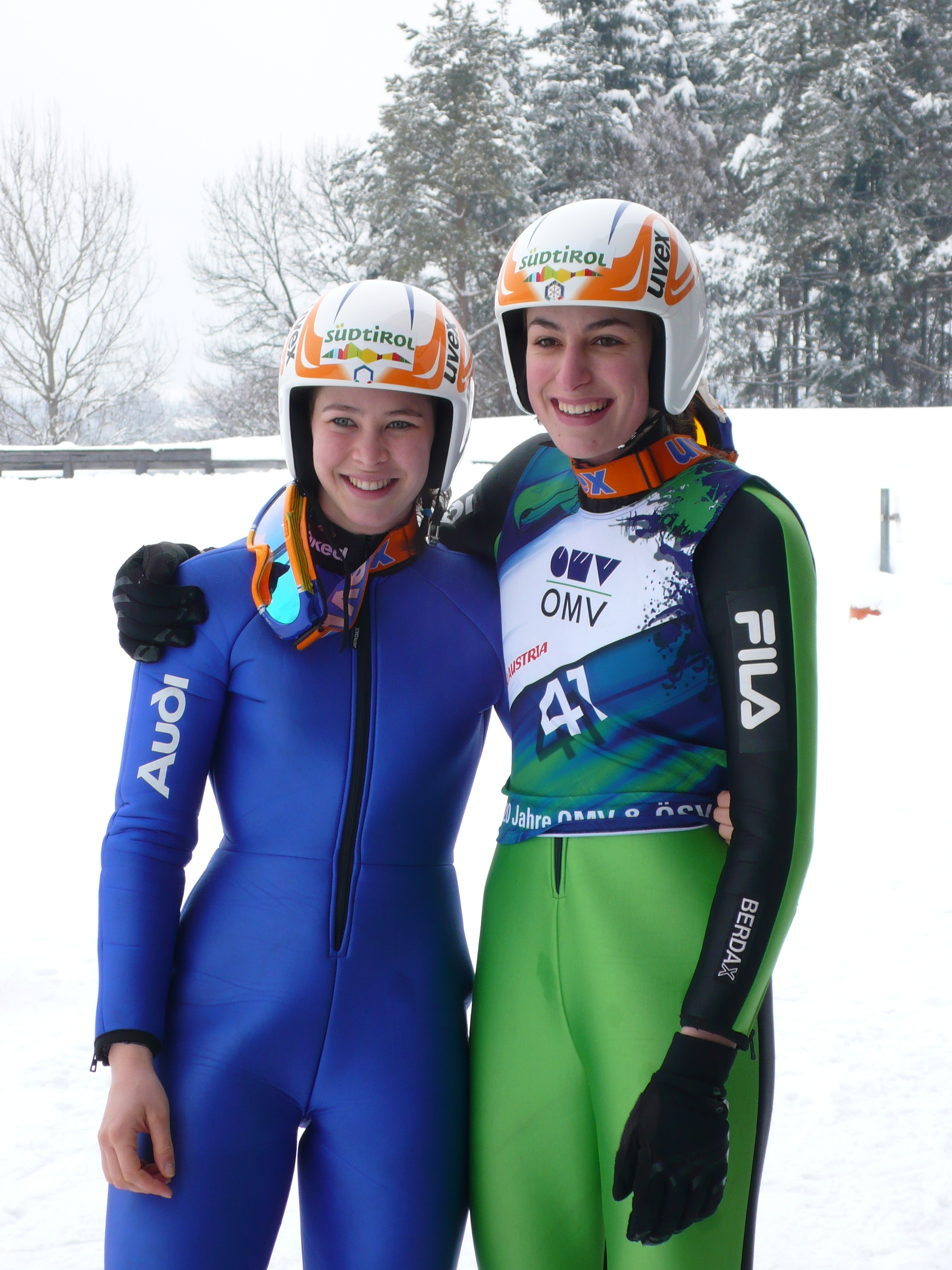
Evelyn Insam insieme a Elena Runggaldier a Villaco nel 2010.

Nella stagione 2008-2009 prese parte a 17 tappe della Coppa Continentale, entrando per quattro volte tra le prime dieci (5ª a Baiersbronn, 2ª a Dobbiaco - questo fu il suo primo podio, ottenuto il 21 gennaio -, 10ª e 8ª a Ljubno). Ai Mondiali juniores di Štrbské Pleso, il 6 febbraio, si piazzò 8ª. Due settimane dopo, ai Mondiali tenutisi a Liberec - i primi della storia a prevedere una competizione femminile - terminò 13ª, risultando la migliore delle italiane.
La stagione 2009-2010 vide la Insam entrare per sette volte tra le prime dieci nelle gare di Coppa Continentale, con un quinto posto a Rovaniemi come miglior risultato; a fine stagione risultò 13ª nella classifica generale. Ai mondiali juniores di Hinterzarten del 29 gennaio 2010, vinti dalla compagna di squadra Elena Runggaldier, si piazzò 12ª.

### Stagioni 2011-2012
Nella stagione 2010-2011 la Insam prese parte a venti tappe della Coppa Continentale, piazzandosi per quattro volte tra le prime dieci: fu settima a Liberec e a Schonach im Schwarzwald (ove gareggiò ugualmente nonostante l'improvvisa morte, poche ore prima, della compagna di squadra Simona Senoner) e ottava a Brotterode e Zakopane. Fu convocata per i Mondiali juniores di Otepää (il 27 gennaio) e per i Mondiali assoluti di Oslo Holmenkollen (il 25 febbraio), competizioni ove si piazzò rispettivamente 5ª e 8ª.
A fine 2011 fu arruolata nel Gruppi Sportivi Fiamme Gialle; nello stesso anno la Federazione Internazionale Sci istituì la Coppa del Mondo femminile, che iniziò il 3 dicembre a Lillehammer; nell'occasione la Insam chiuse sesta, bissando poi il risultato a Hinterzarten il 7 gennaio 2012. A fine stagione risultò 13ª in classifica generale. Prese altresì parte ai Mondiali juniores 2012 di Erzurum (ove si piazzò quarta alle spalle di Sara Takanashi, Sarah Hendrickson e Carina Vogt) e vinse il suo primo oro ai Campionati italiani, a Predazzo.

### Stagioni 2013-2018 e ritiro

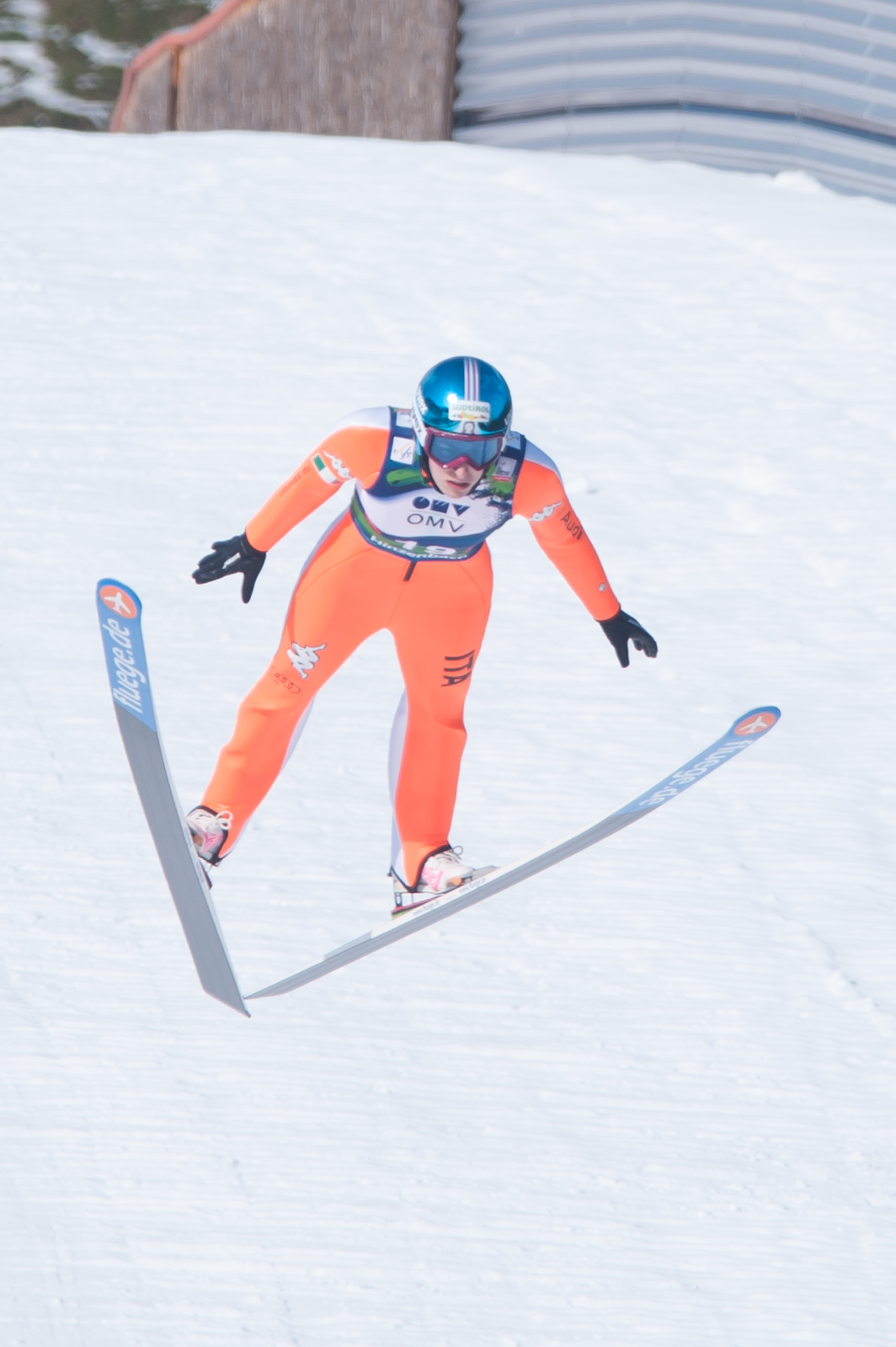
Evelyn Insam in gara a Hinzenbach nel 2015

Nella stagione 2012-2013 la Insam conquistò i suoi primi podi in Coppa del Mondo, con il terzo posto nella gara a squadre di Lillehammer il 23 novembre e il secondo posto individuale a Schonach im Schwarzwald il 5 gennaio. Vinse poi la medaglia d'argento ai Mondiali juniores di Liberec, il 24 gennaio. Nel febbraio 2013 partecipò ai Mondiali della Val di Fiemme, concludendo al 7º posto la gara a squadre e all'8° quella individuale. Bissò poi il titolo italiano ottenuto l'anno precedente, sempre a Predazzo.
In Coppa del Mondo nella stagione 2013-2014 la Insam ottenne come miglior piazzamento il terzo posto a Râșnov, chiudendo la classifica generale in 19ª posizione. Nel febbraio 2014 prese parte ai XXII Giochi olimpici invernali di Soči 2014 (i primi nella storia a prevedere una competizione di salto femminile) piazzandosi 5ª nel trampolino normale.
A ottobre 2014 vinse il suo terzo titolo italiano, sempre sul trampolino normale di Predazzo, e ai Mondiali di Falun 2015 si è classificata 33ª nel trampolino normale e 9ª nella gara a squadre mista dal trampolino normale.
La stagione 2014-2015 si chiuse senza risultati di rilievo, sicché ai primi di giugno 2015 la FISI sciolse la squadra nazionale di salto femminile; a seguito di tale decisione la Insam, trovandosi in disaccordo con la strategia impostata dalle Fiamme Gialle (con cui si sarebbe dovuta allenare), decise di abbandonarle per potersi preparare privatamente con l'ex commissario tecnico azzurro Julien Eybert-Guillon, proseguendo su tale linea anche dopo la ricostituzione della squadra, affidata ai commissari tecnici Janko Zwitter e Romed Moroder. La stagione 2015-2016 si rivelò leggermente migliore della precedente, chiudendosi con 75 punti guadagnati e il 30º posto finale in graduatoria. L'anno dopo, ai Mondiali di Lahti 2017, si è classificata 33ª nel trampolino normale; ai XXIII Giochi olimpici invernali di Pyeongchang 2018 si è classificata 34ª nel trampolino normale.
Complice la persistente mancanza di risultati e l'esclusione dalle squadre nazionali, dopo essersi presa un anno sabbatico tra il 2018 e il 2019, il 5 giugno 2019 annuncia il definitivo ritiro dalle competizioni.

## Palmarès

### Mondiali juniores
- 1 medaglia:
  - 1 argento (trampolino normale a Liberec 2013)

### Coppa del Mondo
- Miglior piazzamento in classifica generale: 12ª nel 2013
- 3 podi (2 individuali, 1 a squadre):
  - 1 secondo posto (individuale)
  - 2 terzi posti (1 individuale, 1 a squadre)

### Coppa Continentale
- Miglior piazzamento in classifica generale: 11ª nel 2014
- 1 podio:
  - 1 secondo posto

### Campionati italiani
- 6 medaglie[10]:
  - 3 ori (trampolino normale nel 2012, trampolino normale nel 2013, trampolino normale nel 2015)
  - 2 argenti (trampolino normale nel 2009 e nel 2016)
  - 1 bronzo (trampolino normale 2008)

### Campionati italiani juniores
- 2 medaglie[10]:
  - 1 oro (trampolino normale nel 2010)
  - 1 argento (trampolino normale nel 2010)

### Campionati italiani giovanili
- 1 medaglia[10]:
  - 1 bronzo (trampolino normale nel 2008)